# Легка атлетика на Літній універсіаді 2013 — біг на 100 метрів (чоловіки)
Змагання з бігу на 100 метрів серед чоловіків на Літній універсіаді 2013 у Казані проходили 7-8 липня на стадіоні «Центральний».

## Фінал
Швидкість вітру: +0,5 м/с
| Місце | Доріжка | Спортсмен         | Країна      | Час   | Примітки |
| ----- | ------- | ----------------- | ----------- | ----- | -------- |
| 1     | 3       | Анасо Джободвана  | ПАР         | 10,10 | =PB      |
| 2     | 5       | Ямагата Рьота     | Японія      | 10,21 |          |
| 3     | 4       | Вілфрід Коффі     | Кот-д'Івуар | 10,21 | PB       |
| 4     | 1       | Сергій Смелик     | Україна     | 10,21 | PB       |
| 5     | 8       | Ігор Бодров       | Україна     | 10,29 |          |
| 6     | 6       | Семюел Еффах      | Канада      | 10,29 |          |
| 7     | 7       | Ритіс Сакалаускас | Литва       | 10,30 | =SB      |
| 8     | 2       | Михайло Ідрісов   | Росія       | 10,64 |          |